# Смоляновка
Смоляновка — деревня в Любинском районе Омской области, в составе Новокиевского сельского поселения .

## География
Расположена в 5 км к востоку от села Новокиевка.

## История
Основана в 1909 году, немцами переселенцами из Причерноморья и Волыни. 
До 1917 года меннонитско-лютеранское село Больше-Могильской волости Тюкалинского уезда Тобольской губернии. 
С 1930 по 1954 гг. центр Смоляновского сельсовета. 
Молельн. дом. Пар. мельница бр. Винс. Семеноводч. и племенное тов-во, нач. школа (1926). Колхозы им. Эйхе, им. Коминтерна. Фельдш. акушер. пункт (1943), маслобойня (1948), 8-летн. школа (1963), клуб, биб-ка.

## Население
| год     | 1926 | 1970 | 1979 | 1989 | 1993 | 2010 |
| ------- | ---- | ---- | ---- | ---- | ---- | ---- |
| человек | 134  | 521  | 382  | 479  | 392  | 312  |

В 1993 г. 91 % населения деревни — немцы.